# Завалишин, Иринарх Иванович
Ирина́рх Ива́нович Завали́шин (20 ноября (1 декабря) 1769 или март 1770 — 1821, Симбирск) — генерал-майор русской императорской армии; поэт. Отец мореплавателя Николая Иринарховича Завалишина и декабристов Дмитрия и Ипполита Завалишиных.

## Биография
Родился 20 ноября (1 декабря) 1769 года (источники указывают также на март 1770) в семье дворян Тверской губернии.
С 20 июля 1781 года состоял в лейб-гвардии Преображенском полку каптенармусом; с 16 января 1783 года — подпоручиком Шлиссельбургского пехотного полка; 4 июля 1785 года поступил прапорщиком в Сухопутный шляхетский корпус, из которого 10 декабря 1792 года в чине капитана перешёл в Фанагорийский гренадерский полк, в составе которого участвовал в походах А. В. Суворова. Пользовался доверием Суворова, став одним из самых близких к нему лиц. В 1794—1795 годах с полком находился в Варшаве; в августе 1795 года участвовал в морском походе против шведского флота. Перейдя в Невский пехотный полк, 21 июля 1798 года получил чин полковника, а 13 сентября 1799 года был произведён в генерал-майоры и назначен шефом гренадерского Таврического полка.
Направившись с эскадрой в Голландию, Завалишин добился восстановления чести этого полка, обвинённого в потере знамени; узнав об этом, Суворов прислал Завалишину георгиевскую звезду со своего мундира. В связи с окончанием военных действий эскадра осталась на зиму на Нормандских островах, до июня 1800 года. По возвращении в Россию, впал в немилость у императора Павла I, когда в беседе с ним неодобрительно высказался по поводу предпочтения, оказывавшегося «парадной выправке в сравнении с сущностию военного дела», а также относительно объявленной Англии войны.
При Александре I был возвращён на службу и получил назначение военным начальником в Астрахань и инспектором Кавказской линии, начальником Астраханского казачьего войска и главным начальником сухопутных и морских сил края. С 1803 года жил в Астрахани. В 1805 году возглавлял Гилянскую военную экспедицию в Каспийском море, но не сумел взять Бакинскую крепость. В июне 1807 года руководил Астраханским гарнизонным полком при усмирении бунтов, возникших во время эпидемии чумы. В результате обвинения в ложном «показании» на генерала, имевшего сильных покровителей в Петербурге, 16 апреля 1808 года был отставлен от должности. Доказав свою невиновность (необходимые документы были обнаружены в бумагах погибшего в 1806 году князя Цицианова), 20 декабря 1809 года был возвращён на службу: в чине инженер-генерал-майора стал членом Совета Ведомства путей сообщения; 13 марта 1810 года был назначен генерал-инспектором путей сообщения. После смерти в 1818 году Ф. П. Де-Воллана некоторое время выполнял функции главного директора Корпуса путей сообщения, до назначения Бетанкура.
С 1 марта 1820 года — в отставке. Жил в Твери, исполняя ряд поручений по надзору за судоходством по Волге, Тверце и другим рекам и каналам. В 1821 году умер во время поездки из своей деревни на Кавказские Минеральные Воды — в Симбирске в доме своего приятеля и бывшего сослуживца генерала П. Н. Ивашева (они были женаты на двоюродных сёстрах Толстых). 

## Литературная деятельность
С начала 1790-х годов в типографии Сухопутного шляхетского корпуса отдельными изданиями печатались стихотворные произведения Завалишина, прославляющие военные победы «Стихи на покорение Измаила»; «Ода победителю на сражение за Дунаем при Мачине над Турецкой армией, одержанное князем Н. В. Репниным 28 июня, 1791 г.» (оба стихотворения 1791 года), также оду «Ода великой государыне, Екатерине Алексеевне, императрице и самодержице всероссийской на возшествие Ея императорского величества на Всероссийский престол».
Служа в 1795 году в Варшаве подполковником Фанагорийского гренадерского полка, сочинил поэму «Сувороиду», изданную в Санкт-Петербурге (1796). Им же написаны: поэма «Героида, или Дух и увенчанные подвиги Российских беспримерных героев» (СПб., 1793); «Сокращённое землеописание Российского Государства, сочиненное в стихах для пользы юношества» и многочисленные оды на высокоторжественные случаи.

## Семья
Был женат на Марии Никитичне Черняевой (?—1809), воспитаннице Смольного института благородных девиц. Их сыновья: Дмитрий (1804—1892) и Ипполит (1808 — не ранее 1883). 
Второй женой Завалишина была Надежда Львовна Толстая (12.03.1774—08.08.1854). Другая её сестра была матерью поэта Ф. И. Тютчева.